# Munidopsidae
Munidopsidae (лат.) — семейство морских неполнохвостых десятиногих ракообразных из надсемейства Galatheoidea.
Munidopsidae являются одними из наиболее распространенных десятиногих ракообразных, встречающихся в абиссальных зонах, и были обнаружены в активных гидротермальных источниках и холодных просачиваниях. Они обитают от континентального склона до дна (абиссали), за исключением вида Munidopsis polymorpha, представителей которого можно найти в подводных пещерах на глубине до 2 метров ниже уровня моря.
По состоянию на 2008 год было каталогизировано 224 вида Munidopsids: 71 в Атлантическом океане, 132 в Тихом океане и 50 в Индийском океане.

## Роды
На февраль 2024 года в семейство включают 22 рода:
1. †Ambulocapsa Robins, Feldman & Schweitzer, 2013
2. †Ankylokypha Robins, Feldman & Schweitzer, 2013
3. †Aulavescus Robins, Feldman & Schweitzer, 2013
4. †Brazilomunida Martins-Neto, 2001
5. †Bullariscus Robins, Feldman & Schweitzer, 2013
6. †Calteagalathea De Angeli & Garassino, 2006
7. †Cracensigillatus Robins, Feldman & Schweitzer, 2013
8. †Cristinagalathea Beschin, Busulini & Tessier, 2021
9. †Culmenformosa Robins, Feldman & Schweitzer, 2013
10. †Faxegalathea Jakobsen & Collins, 1997
11. Galacantha A. Milne-Edwards, 1880
12. †Gastrosacus von Meyer, 1851
13. Janetogalathea Baba & Wicksten, 1997
14. Leiogalathea Baba, 1969
15. †Mizunotengus Karasawa & Ando in Karasawa, Mizuno, Hachiya & Ando, 2017
16. Munidopsis Whiteaves, 1874
17. †Octoeurax Robins, Feldman & Schweitzer, 2013
18. †Palaeomunidopsis Van Straelen, 1925
19. †Palmunidopsis Fraaije, 2014
20. †Pegomyrmekella Robins, Feldman & Schweitzer, 2013
21. Shinkaia Baba & Williams, 1998
22. †Vetoplautus Robins, Feldman & Schweitzer, 2013